# Gordon Rupert Dickson
Gordon Rupert Dickson (Gordon R. Dickson) (Edmonton, 1923. november 1. – Richfield, Minnesota, 2001. január 31.) kanadai-amerikai tudományos-fantasztikus író.

## Élete
Apja halála után anyjával a minnesotai Minneapolisba költözött. 1943 és 1946 közt a hadseregben szolgált, ezután egyetemi tanulmányokba kezdett, s 1948-ban a Minnesotai Egyetemen szerzett diplomát. Első publikált írása a Trespass! című novella volt, amelyet Poul Andersonnal közösen írt. A novella a Fantastic Stories Quarterly 1950. tavaszi számában jelent meg. 1951-ben az Astounding három, már önállóan írt írását jelentette meg. Anderson és Dickson a The Sheriff of Canyon Gulch (Other Worlds Science Stories, 1951) című sorozatot is közösen írták. Dickson több regénysorozatot is írt, legismertebbek a Childe Cycle és a Dragon Knight. Élete java részében súlyos asztmától szenvedett, ennek szövődményeibe halt bele. Három Hugo-díjat és egy Nebula-díjat kapott. 2000-ben a Science Fiction and Fantasy Hall of Fame tagja lett.
John Clute Dicksont a romantikus tudományos fantasztikum irányvonalához tartozónak tekintette. Poul Andersonhoz hasonlóan hajlamos volt "egyfajta skandináv pátosz bejuttatására a vidéki, közép-nyugat-amerikai környezetbe". Hősei gyakran zsoldosok, akik olyan idegenekkel harcolnak, akik "kevésbé romlottak és szerethetőbbek az embereknél". Clute szerint Dickson művei sagaszerűek, kivált a munkáiba gyakran beillesztett, ám sokszor alacsonyabb színvonalú lírai betétek miatt.

## Magyarul
- György és a sárkány; ford. Prince-L.; Lap-ics, Debrecen, 1994
- Az a bizonyos homokszem (novella, A pokolba tartó vonat című antológia, Gondolat Kiadó, 1970)

## Fordítás
- Ez a szócikk részben vagy egészben  a   Gordon R. Dickson című angol Wikipédia-szócikk ezen változatának fordításán alapul.  Az eredeti cikk szerkesztőit annak laptörténete sorolja fel. Ez a jelzés csupán a megfogalmazás eredetét és a szerzői jogokat jelzi, nem szolgál a cikkben szereplő információk forrásmegjelöléseként.